# اسکار وگت
اسکار فوگت (آلمانی: Oskar Vogt) زاده ۶ آوریل ۱۸۷۰م، در هوسوم؛ و مرگ در تاریخ ۳۰ ژوئیه ۱۹۵۹م، در فرایبورگ در سن ۸۹ سالگی، یک پزشک و متخصص مغز و اعصاب آلمانی بود. وی و همسرش، مطالعات گسترده‌ای در زمینه زیست‌شناسی سلولی مغز انجام داده و در تهیه نقشه تقسیم‌بندی وظایف مغز نقش داشتند.

## پیشینه
اسکار فوگت، در شمال آلمان در یک محیط روستایی به دنیا آمد. در دو شهر کیل و ینا مشغول تحصیل در رشته پزشکی گشته و در سال ۱۸۹۴م، موفق به دریافت مدرک دکترا در رشته پزشکی شد. در سال ۱۸۹۷م، در پاریس با همسر فرانسوی آینده اش، «سیسیل» که مشغول تحصیل در رشته پزشکی بود، آشنا شد و ۲ سال بعد با او ازدواج کرد. خانواده وگت با فردریش آلفرد کروپ آشنایی داشت و مورد حمایت مالی وی قرار گرفت. به این ترتیب این زوج پژوهشگر قبل از ازدواج رسمی، در سال ۱۸۹۸م، یک مؤسسه خصوصی مربوط به تحقیق در علوم مغز و اعصاب، در شهر برلین تأسیس کردند. این مؤسسه رسماً با دانشگاه هومبولت برلین در ارتباط و همکاری بود. همچنین این مؤسسه تحقیقاتی مقدمات تشکیل انجمن قیصر ویلهلم در سال ۱۹۱۱م، را به وجود آورد. انجمنی که مدیریت آن به اسکار وگت، سپرده شد.
به عنوان یک پزشک درمانگر، اسکار وگت تا سال ۱۹۰۳م، از شیوه هیپنوتیزم بهره می‌برد و مقالاتی نیز در این باب منتشر کرده‌است. همچنین وی علاقه خاصی به مطالعه ساختار مغز انسان در ارتباط با نبوغ داشت. طوری که از طرف مقامات اتحاد جماهیر شوروی به او پیشنهاد داده شد که مغز جسد ولادیمیر لنین را مورد مطالعه قرار دهد. پیشنهادی که وگت را بر سر یک دو راهی دشوار قرارداد؛ زیرا پذیرش این پیشنهاد به معنی مهر تأییدی بود بر نبوغ لنین، مهر تأییدی که می‌توانست باعث تحریک احساسات شدید ضد کمونیستی در آلمان آن زمان شود. در سال ۱۹۳۳م، اسکار وگت و همسرش به اتهام پناه دادن به دانشمندان یهودی مورد حمله گروه‌های نازیستی قرار گرفتند.
 اسکار وگت و همسرش از مخالفان حزب ناسیونال سوسیالیست کارگران آلمان بودند. اسکار وگت در سال ۱۹۳۶م، رسماً از مقام خود به عنوان مدیر مؤسسه تحقیقاتی علوم اعصاب در برلین بر کنار شد. این زوج بعد از آنکه بارها مورد تهاجم گروه‌های نازیستی قرار گرفتند به جنوب آلمان مهاجرت کرده و اسکار در آنجا با حمایت دوستش فردریش آلفرد کروپ، موفق شد در یک درمانگاه کوچک محلی مشغول کار شود.